# Torralba (Castille-La Manche)
Pour les articles homonymes, voir Torralba (homonymie).
Torralba est une commune d'Espagne, dans la province de Cuenca, communauté autonome de Castille-La Manche.